# Sainte-Marie-à-Py
Sainte-Marie-à-Py is een gemeente in het Franse departement Marne (regio Grand Est) en telt 202 inwoners (2005). De plaats maakt deel uit van het arrondissement Châlons-en-Champagne.

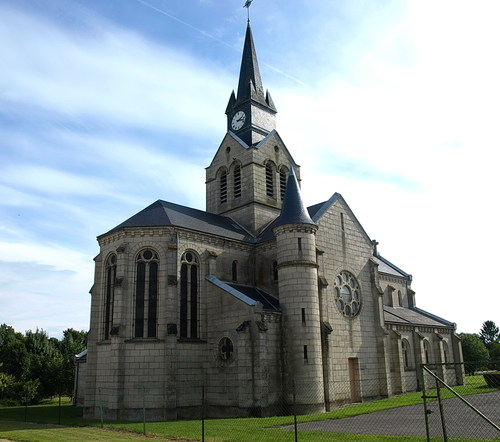
Kerk van Sainte-Marie-à-Py
Gemeentehuis

## Geografie
De oppervlakte van Sainte-Marie-à-Py bedraagt 26,6 km², de bevolkingsdichtheid is 7,6 inwoners per km².
De onderstaande kaart toont de ligging van Sainte-Marie-à-Py met de belangrijkste infrastructuur en aangrenzende gemeenten.

## Demografie
Onderstaande figuur toont het verloop van het inwonertal (bron: INSEE-tellingen).